# Рејл Роуд Флат (Калифорнија)
Рејл Роуд Флат (енгл. Rail Road Flat) насељено је место без административног статуса у америчкој савезној држави Калифорнија.

## Демографија
По попису из 2010. године број становника је 475, што је 74 (-13,5%) становника мање него 2000. године.
| Група             | 2000.       | 2010.       |
| Белци             | 496 (90,3%) | 395 (83,2%) |
| Афроамериканци    | 1 (0,2%)    | 0 (0,0%)    |
| Азијати           | 5 (0,9%)    | 4 (0,8%)    |
| Хиспаноамериканци | 29 (5,3%)   | 41 (8,6%)   |
| Укупно            | 549         | 475         |